# Лісовий масив в верхів'ях балки
Лісовий масив в верхів'ях балки — ботанічна пам'ятка природи місцевого значення. Об'єкт розташований на території Гуляйпільського району Запорізької області, Гуляйпольська птахофабрика.
Площа — 5 га, статус отриманий у 1972 році.